# Johann Friedrich Köber
Johann Friedrich Köber (* 10. Dezember 1717 in Altenburg, Herzogtum Sachsen-Gotha-Altenburg; † 8. August 1786 in Herrnhut, Oberlausitz) war ein Jurist und führendes Mitglied der Herrnhuter Brüdergemeine.

## Leben
Johann Friedrich Köber besuchte die Fürstenschule in Schulpforte bei Naumburg im Kurfürstentum Sachsen. Anschließend studierte er Jurisprudenz in Leipzig. Während des Studiums hatte er Kontakt mit erweckten Studenten des Pietismus, unter ihnen war Carl Rudolph Reichel, der aus Oberlödla im Amt Altenburg stammte und auch die Fürstenschule besucht hatte. Reichel (1718–1794) hatte Verbindungen zur Brüdergemeine. Nach dem Studium wurde Köber 1741 Privatsekretär des Oberamtshauptmanns der Oberlausitz, Friedrich Caspar von Gersdorf (1699–1751), in Uhyst. Friedrich Caspar von Gersdorf war ein Großcousin von Nikolaus Ludwig von Zinzendorf (1700–1760), dem Gründer der Herrnhuter Brüdergemeine, und unterstützte die Brüdergemeine insbesondere bei der Missionierung der Sorben.
Köber lernte Zinzendorf 1747 in Herrnhaag näher kennen, als er dort im Auftrag seines Dienstherrn tätig war. Zinzendorf bat Gersdorf darum, dass Köber in die Verhandlungen mit der kursächsischen Regierung über das Ende seiner Verbannung einbezogen würde. Nachdem er am 4. Juni 1747 in die Brüdergemeine aufgenommen wurde, führte Köbers Verhandlungsgeschick zuerst dazu, dass Zinzendorf am 11. Oktober 1747 die Rückkehr nach Sachsen gestattet wurde. Da allerdings die in Geldnot befindliche Regierung in den Verhandlungen angedeutet hatte, dass gegen ein Darlehen auch neue Kolonien der Brüdergemeine in Sachsen möglich wären, war Zinzendorf damit nicht zufrieden, zumal er 1738 ohne Untersuchung aus Sachsen verbannt worden war. Zinzendorf hatte Sachsen bereits ein Darlehen über 100.000 Taler vermittelt. Köber unterstützte das Zustandekommen einer Kommission, die aufgrund eines königlichen Reskripts vom 4. Mai 1748 vom 29. Juli bis zum 10. August 1748 in Großhennersdorf tagte, um die Rechtsgläubigkeit der Brüdergemeine und Zinzendorfs zu untersuchen. Parallel verhandelte er die Pacht von Schloss Barby. Gegen ein Darlehen von 160.000 Talern wurde es im Namen von Heinrich XXVIII. Reuß zu Ebersdorf, der 1747 nach dem Tod seines Vaters nach Herrnhut gezogen war, für die Brüdergemeine gepacht und im September 1748 übergeben. Nachdem die Kommission in Großhennersdorf die weitgehende Übereinstimmung der Brüdergemeine mit der Augsburger Konfession festgestellt hatte, wurde von Kursachsen am 20. September 1749 ein Versicherungsdekret für die Brüdergemeine ausgestellt.
1749 wurde Köber mit der Leitung des Diakonatsgeschäfts betraut und war damit für die Finanzverwaltung der Brüdergemeine zuständig. Da diese unterschiedliche Arbeitsgebiete wie Mission, Erziehungsanstalten u. a. umfasste, delegierte er die Aufsicht darüber in dafür zuständige Kollegien. Am 6. Dezember 1750 wurde Köber wurde Consenior Civilis. 1751 übernahm er als Syndikus die Vertretung der Brüdergemeine in Rechtsfragen nach außen. Sein Amanuensis war Johann Christian Quandt (1733–1822). Köber verhandelte in dieser Funktion die jeweiligen Konzessionen für die Siedlungen in Neudietendorf und Ebersdorf, die Verselbständigung Herrnhuts von Berthelsdorf und eine verbesserte Konzession für die schlesischen Brüdergemeinen. Er war die treibende Kraft hinter der Neuordnung der Verwaltung angesichts der Finanzkrise der Brüdergemeine, die 1753 in London öffentlich wurde. Nach der Revisionskonferenz vom 22. bis 25. Juli 1755 in Taubenheim auf dem Gut des Mitglieds Hans Heinrich von Zezschwitz wurde ein Administratonskollegium für die Finanzverwaltung gebildet. Das wurde 1757 durch ein Direktorialkollegium abgelöst, das mehr Vollmachten hatte.
Als Syndikus der Brüdergemeine suchte er während des Siebenjährigen Krieges (1756–1763), nachdem die preußische Armee in Sachsen einmarschiert war, persönlich Prinz Heinrich von Preußen und Ferdinand von Braunschweig-Wolfenbüttel in Dresden auf, worauf Berthelsdorf und Herrnhut einen Schutzbrief mit Datum vom 5. Februar 1757 erhielten. Nach dem Frieden von Hubertusburg am 17. Februar 1763 erreichte Köber eine Erneuerung der preußischen Konzessionen vom 25. Dezember 1742 und 7. Mai 1746 für die Brüdergemeine in Schlesien. Seit 1747 stand diese unter Druck, da einerseits der von Friedrich dem Großen gewünschte Ausbau der Siedlung in Neusalz nicht vorankam und andererseits die Grundherren mit lutherischen Untertanen Widerstand gegen die Herrnhuter Missionsarbeit leisteten, besonders die von Peterswaldau nahe der Siedlung Gnadenfrei und Rösnitz, für das die Brüdergemeine am 27. Juli 1743 eine Ansiedlungserlaubnis erhalten hatte. Mit der Konzession vom 18. Juli 1763 verbunden war die Zusage der Brüdergemeine, die 1759 im Krieg zerstörte Siedlung in Neusalz wieder aufzubauen und eine neue Siedlung in Lellchow (Lellichow) bei Kyritz in Brandenburg anzulegen.
Hinsichtlich der Verwaltung der Brüdergemeine gab es zwischen Zinzendorf und Köber unterschiedliche Auffassungen über die Vorgehensweisen, wobei Köber seine Ziele hartnäckig verfolgte. Da er innerlich der Frömmigkeit der Brüdergemeine ganz verbunden war, wusste man Köbers Verstand und Weitblick auf seinem Gebiet zu schätzen.
Zinzendorfs Tod am 9. Mai 1760 erforderte weitere Änderungen. Köber als Vertreter des Direktorialkollegiums wandte sich gegen die Absicht von Johannes von Watteville, der sich als natürlicher Nachfolger Zinzendorfs sah, das Jüngerhaus als wandernde Befehlszentrale beizubehalten und drang bezüglich der Leitung der Brüdergemeine auf eine Generalsynode. Als repräsentatives Übergangsgremium wurde im Januar 1762 die sogenannte Enge Konferenz geschaffen. Schon am 2. April 1761 hatte Köber die Resolutiones und Verfügungen an das Bethlehmer Ökonomat verschickt, um in der finanzkräftigsten Herrnhuter Kolonie in Bethlehem, Pennsylvania die kommunistische Ökonomie zu beenden und sie an der Abzahlung der Schulden zu beteiligen. Dem war die Amerikanische Konferenz in Herrnhut im Februar 1761 vorangegangen, auf der Köber seinen Standpunkt klar vertreten hatte.
Allerdings verzögerte der Siebenjährige Krieg die Beschlussfassung über die vorangetriebenen Reformen durch eine Generalsynode, die schließlich vom 1. Juli bis zum 27. August 1764 in Marienborn tagte. Dort stellte u. a. Köbers langjähriger Mitarbeiter Christian Gregor (1723–1801) einen Vorschlag zur Trennung des Privatvermögens der Zinzendorfschen Erben vom Vermögen der Brüdergemeine vor. Als Leitungsorgan zwischen den Generalsynoden wurde 1764 ein achtköpfiges Unitätsdirektorium geschaffen, das bei der Generalsynode 1769 in Unitätsältestenkonferenz umbenannt wurde. Köber wurde 1769 zum Mitglied der Unitätsältestenkonferenz gewählt. Am 8. Oktober 1775 wurde er noch Senior Civilis der Brüdergemeine. Die von ihm vorangetriebene Unitäts-Steuer, die die Provinzen und Gemeinen entsprechend ihrem Vermögen aufbringen mussten, trug wesentlich dazu bei, dass die Herrnhuter Brüdergemeine 1801, 15 Jahre nach Köbers Tod, endlich schuldenfrei war. Köber selbst hinterließ keinen Lebenslauf, stattdessen schrieb August Gottlieb Spangenberg eine Würdigung seiner Verdienste für die Brüdergemeine, die mehrfach abgedruckt wurde.

## Familie
Köber heiratete am 7. August 1760 in Herrnhut Magdalena Elisabeth Vierorth (* 19. Februar 1729 in Reval; † 21. Dezember 1805 in Herrnhut). Sie war die Tochter des Predigers Albert Anton Vierorth (1697–1761), der die Brüdergemeine in Livland förderte, und dessen erster Frau Juliana Maria von Lochau (1709–1732). Magdalena Elisabeth Vierorth war eine langjährige Freundin der Dichterin Henriette Louise von Hayn (1724–1782). Köbers Tochter Magdalena Elisabeth (* 23. September 1763 in Herrnhut; † 11. Oktober 1827 ebenda) heiratete am 9. November 1785 Christian Friedrich Gregor (* 20. März 1753 in Herrnhut; † 8. November 1827 ebenda), den Sohn von Christian Gregor, seinem langjährigen Mitarbeiter in der Finanzverwaltung und dann Kollegen in der Unitätsältestenkonferenz. Christian Friedrich Gregor stellte 1802 für seine Frau eine Sammlung von Liedern von Henriette Louise von Hayn zusammen.

## Ehrungen

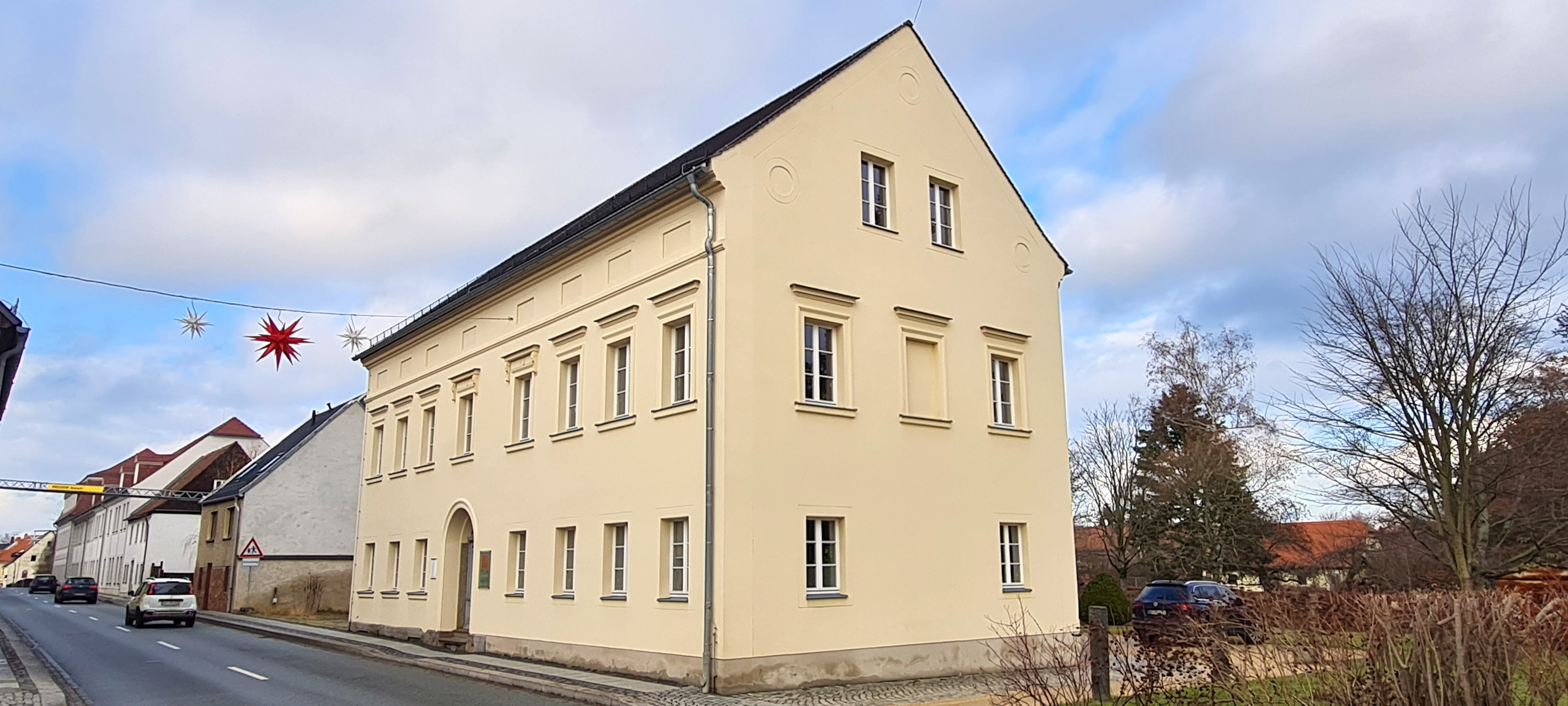
Johann-Friedrich-Köber-Haus (Herrnhut)

Am 8. September 2010 wurde das Johann-Friedrich-Köber-Haus in Herrnhut eröffnet. In dem denkmalgeschützten Haus in der Zittauer Straße 19 befindet sich seitdem die Verwaltung der Herrnhuter Diakonie sowie des Christlichen Hospizes Siloah in Herrnhut. Das Haus war 1877 als Wohn- und Werkstattgebäude errichtet worden und diente später als Wohnhaus. Die Herrnhuter Diakonie kaufte das unbewohnbare und für den Abriss vorgesehene Haus und ließ es denkmalgerecht zu einem Verwaltungsgebäude umbauen.